# Колмогоров, Георгий Дмитриевич
Георгий Дмитриевич Колмогоров (10 ноября 1929, с. Верблюжье, Омский округ, Сибирский край, РСФСР) — советский государственный деятель, председатель Государственного комитета СССР по стандартам (1984—1989).

## Биография
В 1963 г. окончил Новосибирский электротехнический институт (заочно). Доктор технических наук (1972).
- 1957—1966 гг. — на заводе полупроводниковых приборов: мастер, заместитель начальника цеха, начальник производственного отдела, заместитель главного инженера, начальник ОКБ.
- 1966—1973 гг. — директор завода полупроводниковых приборов.
- 1973—1975 гг. — генеральный директор производственного объединения «Электронприбор».
- 1975—1984 гг. — первый заместитель министра промышленности средств связи СССР.
- 1984—1989 гг. — председатель Государственного комитета СССР по стандартам[1].

Член КПСС с 1952 г. Кандидат в члены ЦК КПСС 1986—1990 гг. Депутат Совета Национальностей Верховного Совета СССР 11 созыва (1984—1989) от Аджарской АССР.
С июля 1989 года — персональный пенсионер союзного значения.

## Награды и звания
Награждён орденом Александра Невского (2019), орденом Ленина, орденом Октябрьской Революции, двумя орденами Трудового Красного Знамени. Лауреат Государственной премии СССР (1973). Лауреат Премии Совета Министров СССР (1973).